# Glockshub
Glockshub ist ein Gemeindeteil der Gemeinde Taufkirchen (Vils) im Landkreis Erding in Oberbayern.

## Lage
Der Streuweiler Glockshub liegt in der Gemarkung Gebensbach 6,8 Kilometer südöstlich des Wasserschlosses Taufkirchen am Hauseckerbächlein.

## Bevölkerungsentwicklung
Um 1871 gab es in Glockshub zwanzig Einwohner. In der Nachkriegszeit des Ersten Weltkriegs stieg die Bevölkerungszahl auf 37 Einwohner. Im Mai 1987 lebten dort 15 Einwohner in sechs Wohngebäuden, von denen eines in zwei Wohnungen aufgeteilt war.
| Jahr      | 1871 | 1925 | 1950 | 1970 | 1987 |
| Einwohner | 20   | 37   | 31   | 22   | 15   |